# أندرياس ماير (رجل أعمال)
أندرياس ماير هو شخصية أعمال سويسري، ولد في 9 أبريل 1961 في بازل في سويسرا.

## وصلات خارجية
- أندرياس ماير على موقع مونزينجر (الألمانية)